# 巴里約根伍德站
巴里約根伍德站（英語：Ballyogan Wood）是一個位於愛爾蘭都柏林鄧萊里-拉斯當郡的都柏林轻轨站，在2010年通車，為綠線南行方向延伸路線往新娘峡谷站的車站之一。車站為附近的巴里約根居民提供服務。
都柏林公車路線63和63A均能到達此站。